# C.G. Andræ
Carl Christopher Georg Andræ (født 14. oktober 1812 i Hjertebjerg på Møn, død 2. februar 1893 i København) var en dansk officer, matematiker og politiker, der var den første formand for Folketinget fra 1850 til 1852 og Danmarks 5. konseilspræsident (statsminister) fra 1856 til 1857. Han tilhørte hverken helstatspolitikerne eller De Nationalliberale, men en politisk midterkurs. Andræ er også kendt som opfinder af det personaliserede forholdstalsvalgsystem Andræs metode, en variant af valgsystemet "enkelt overførbar stemme", og hans valgmetode blev anvendt ved landstingsvalg (ved valgmændenes valg af landstingsmedlemmer) fra 1866 til 1915 og derefter med justeringer frem til 1953.
Han blev 1842 gift med Hansine Pauline Schack, der spillede en rolle i kvindesagen. Sønnen Poul Georg Andræ var embedsmand og historisk forfatter.

## Ungdom og militær karriere
C.C.G. Andræ var søn af infanterikaptajn J.G. Andræ, som døde allerede 1814. 1825 kom Andræ på Landkadetakademiet og blev 1829 sekondløjtnant. 1830-34 gennemgik han
den nyoprettede kongelige militære Højskole og tog alle sine eksaminer med udmærkelse. Andræ blev 1834 premierløjtnant og tildeltes Generalstaben. Han modtog en kortvarig praktisk uddannelse ved forskellige afdelinger, deltog i stabens kontorarbejde og foretog to stipendierejser til Paris på tilsammen 1¾ år, for at uddanne sig videre i matematik og gøre sig bekendt med de højere militære undervisningsanstalter. Efter 1839 at være blevet kaptajn af 2. klasse à la suite, anvendtes han særlig ved Generalstabens topografiske Afdeling og blev kaptajn 1842. Samme år udnævntes han til lærer ved Den kongelige militære Højskole. Hans undervisningsfag her var navnlig topografi, geodæsi, matematisk analyse og rationel mekanik. Fra nu af blev denne lærervirksomhed, i hvilken han gjorde så fortrinlig fyldest, hans egentlige livsgerning, idet han trådte à la suite i Generalstaben og kun undtagelsesvis anvendtes til aktiv tjeneste. Han avancerede dog uden for nummer til oberstløjtnant. 1853 udnævntes han tillige til direktør for Den danske Gradmaaling, i hvilken stilling han vandt navn som fremragende videnskabsmand og ved det eminente værk Den danske Gradmaaling (4 bind i 4°, 1867-84) bragte den teoretiske geodæsi et betydeligt skridt fremad. Denne stilling, i hvilken han fik rig anvendelse
for sin store indsigt i den højere matematik, beklædte han i over 30 år, nemlig indtil 1884. Andræ, der i 1855 var blevet Kommandør og i 1857 Storkors af Dannebrog, og som i 1858 var blevet gehejmeetatsråd, blev ved sin afgang fra denne post, i hvilken han havde udfoldet stor dygtighed, udnævnt til gehejmekonferensråd. Ved universitetsjubilæet 1879 var han blevet æresdoktor.

## Politisk interesse
Andræ sympatiserede, ligesom Læssøe og andre af højskolens fremmeligste elever, med tidens liberale bevægelse, men hans politiske interesse var i ungdomsårene af kølig-kritisk art og overskyggedes langt af hans videnskabelige. Han omgikkes på venskabelig fod med flere af den liberale bevægelses ledere og ønskede ligesom de indførelsen af en konstitutionel forfatning, men selskabeligt stod han dog den Heiberg-Martensenske kreds adskilligt nærmere og følte sig navnlig draget til J.L. Heiberg, der havde været hans lærer på højskolen. 1848 udnævntes han til kongevalgt medlem af Den grundlovgivende Rigsforsamling og gjorde sig her navnlig bemærket ved sit ejendommelige forslag om repræsentationssystemet. Regeringens grundlovsudkast var bygget på tokammersystemet, medens Venstre, mere som en demonstration end i håb om et praktisk resultat, havde opstillet et etkammersystem med almindelig valgret. Andræ, der også på senere stadier af sit politiske liv viste sig som en varm ven af etkammersystemet, gjorde nu et forsøg på at gennemføre dette ved inden for dets ramme at gøre de konservative interesser fornødne indrømmelser. Han foreslog et etkammer, af hvis medlemmer halvdelen skulle vælges i enkeltmandskredse ved almindelig, halvdelen i større kredse ved indskrænket valgret (20 Rdl. direkte skat til stat og kommune eller købstadborgerskab). Det syntes også en kort tid, som om dette forslag skulle kunne samle et flertal fra alle sider i salen om sig, men kombinationen brast, og det såkaldte Brun-Jespersenske forslag vedtoges. Andræ forsvarede sit forslag med al den veltalenhed og logiske evne, som han så mange gange siden har afgivet vidnesbyrd om, og han hendrog i høj grad opmærksomheden på sig.
Skønt Andræ på ingen måde havde sluttet sig til Venstre, og endog på et hovedpunkt som
kravet om almindelig og lige valgret befandt sig i principiel uoverensstemmelse med det, havde han dog ved sin kamp for etkammersystemet vundet så stærke sympatier hos flere af dets ledende mænd, at han december 1849 blev en af partiets kandidater ved de første almindelige valg til Folketinget, og han valgtes i Faaborgkredsen. Det var den periode, hvor Bondevennerne søgte at drage »intelligente« kræfter til sig og endog stundom gav sådanne, selv om de ikke var støtte partimænd, fortrinnet for deres egne. Ved venstres stemmer blev Andræ straks valgt til formand og hævdede denne stilling alle tre samlinger igennem. Dog betragtede Bondevenneførerne efter ikke lang tids forløb såvel ham som hans svoger, Hans Egede Schack, Andræ, Steen og andre medlemmer af det såkaldte "oplyste Venstre" som frafaldne, og disse mænd smeltede derefter mere og mere sammen med centrum.
Som formand indlagde Andræ sig store fortjenester. Han var netop den rette mand til at sætte en sådan ny og lidt formløs forsamling i trit, – "en matematiker foret med en militær", som han var. Der kom under hans ledelse form, fart og disciplin i arbejdet. Efter valgperiodens udløb trak Andræ, der følte sig mere og mere fremmed i de demokratiske omgivelser, sig imidlertid tilbage fra Folketinget, også fordi han mistvivlede om en efter hans mening holdbar løsning af monarkiets forfatningsforhold. Han troede ikke på Ejderpolitikkens gennemførlighed og anså Slesvigs deling efter nationaliteterne, dog med bevarelse af den statsretlige forbindelse med de øvrige landsdele, for både den holdbareste og den retfærdigste løsning. For denne tanke virkede han også som medlem af notabelforsamlingen i Flensborg, men som bekendt trængte den ikke igennem her og måtte overhovedet snart opgives som uigennemførlig.

## Finansminister
Ved opløsningsvalget juni 1853 valgtes Andræ atter ind i Rigsdagen, denne gang som Landstingsmand for København. Han kom altså til at deltage i rigsdagens kamp imod ministeriet Ørsted og stillede sig her på den konstitutionelle oppositions side, om han end hørte til den mådeholdne fløj og skyede stærke ord og unødvendig udæskende skridt. Men trods dette blev såvel han som hall, der havde indtaget et lgn. Standpunkt, april 1854 afskedigede fra deres stillinger, henholdsvis, som lærer ved den militære højskole og generalauditør, fordi de havde stemt for mistillidsadressen imod ministeriet. Andræ blev tillige afskediget af krigstjenesten. Da ministeriet Ørsted faldt december samme år, ansås C.C. Hall og Andræ for særligt egnede til at indtræde i den ny regering, som dannedes af L.N. Scheele under P.G. Bangs forsæde. På en rejse i sommeren 1854 havde Hall og Andræ i Pinneberg gjort Scheeles personlige bekendtskab. Efter ministeriet Ørsteds fald var de begge blandt dem, med hvem Scheele forhandlede om det ny ministeriums dannelse, og hall betonede under disse forhandlinger stærkt det ønskelige i Andræs indtræden. Andræ overtog da Finansministeriet og fik sammen med Hall den afgørende indflydelse på ledelsen af det ny ministeriums politik. Andræs opgave var først og fremmest den, at indarbejde det ny, konstitutionelle helstatssystem på finansvæsenets område, og han løste den i det hele på en glimrende dygtig måde. Men dette hindrede ikke, at han under sin administrationsperiode skaffede sig mange modstandere og gjorde sig lidet populær. Hans ejendommelig selvsikre måde at optræde på i forbindelse med hans mangel på smidighed bidrog i høj grad hertil.
Foruden på finansstyrelsen øvede Andræ også en hovedindflydelse på affattelsen af Fællesforfatningen af 2. oktober 1855 og på den dertil knyttede valglov, ligesom det overdroges ham at føre de forhandlinger med det kongevalgte Rigsråd, som endte med, at dette vedtog forfatningen uforandret. I denne fællesforfatning for Danmark og hertugdømmerne gennemførtes et etkammersystem, noget i lighed med det, Andræ havde taget ordet for 1849, idet repræsentanter, som indirekte var udgåede af den almindelige valgret, sad ved siden af andre, valgte ved umiddelbare valg efter en census. Ligeledes fik Andræ for de umiddelbare valgs vedkommende gennemført et af ham opfundet system, hvorefter mindretallene repræsenteredes i forhold til deres vælgerstyrke, den såkaldte forholdstalsvalgmåde. Denne metode vakte, da den 1859 fremførtes af en engelsk forfatter, Thomas Hare, stor opsigt i Europa, men det blev først 1863 gennem en indberetning fra den engelske legationssekretær i København, mr. Lytton, almindelig kendt, at den allerede var opfundet og anvendt i praksis af Andræ 4 år inden Hares skrift. På trods af at Andræ var overbevist om sin metodes rimelighed og var rede til at forsvare den i Statsrådet og på Rigsdagen, gjorde han intet forsøg på at gøre videnskabs- og statsmænd i andre lande opmærksomme på den.

## Regeringschef
Da Andræ først havde accepteret helstatsprincippet, krævede han det også strengt gennemført, og ligesom han indadtil ville have forfatningen ført ud i livet i den aand, i hvilken den var givet, således optrådte han også bestemt mod de tyske stormagters forsøg på at omstyrte den. Efter at striden herom allerede var begyndt, afløste Andræ oktober 1856 Bang som konsejlspræsident, men afgav 7 måneder efter denne stilling til Hall, endskønt kongen havde opfordret ham kraftigt til at blive, ja endog til at overtage den for tiden vigtigste portefølje, udenrigsministeriets. Andræ følte sig i afgjort uoverensstemmelse med Hall angående den retning, i hvilken der i fremtiden skulle styres. Hall, der støttedes af opinionen i kongeriget, var tilbøjelig til over for de tyske magters gentagne angreb efterhånden at søge tilbage til det tidligere opgivne Ejdersystem, til dels under form af eftergivenhed mod de tyske fordringer. Juli 1858 udtrådte Andræ fuldstændig af ministeriet, da han ikke ville gå ind på den udsondring af Holsten, som få måneder senere gennemførtes, men derimod ville blive stående på oktoberforfatningens grund og, om fornødent, tage mod den forbundseksekution, der truedes med, hvis forfatningen opretholdtes.

## Senere politiske liv
Efter at være udtrådt af regeringen, vedblev Andræ at være medlem af Rigsrådet, i hvilket han indvalgtes 1856, såvel som af Rigsdagens Landsting. Hans politiske hovedbestræbelse i resten af Frederik VIIs regeringstid gik ud på at opretholde Oktoberforfatningen og at holde døren åben for Holstens genindtræden under den. Han bekæmpede derfor med megen styrke forfatningen af 18. november 1863, som han anså for et væsentligt tilbageskridt i forfatningsmæssig henseende og navnlig frygtede for dens politiske konsekvensers skyld. Med sit skarpe blik for svagheden i vor politiske og militære stilling ventede han sig jo kun ulykker af det sammenstød med de tyske magter, som nu måtte komme. Om nogen aktiv indgriben for at give den danske politik en anden retning, var der dog for ham ikke tale. Såvel efter Frederik VIIs død som i slutningen af december 1864 blev han af kongen opfordret til at danne en ny regering, men begge gange svarede han nej. Hans mening var, at Novemberforfatningen skulle ryddes til side, og at det burde ske ad legal vej, men at Hall var den eneste, som havde tilstrækkelig tilslutning i befolkningen og repræsentationen til at formå dette, og at han derfor burde "nagles til taburetten". Under London-konferencen så han med dyb misbilligelse regeringen opgive det traktatmæssige grundlag for at forhandle om en deling af Slesvig med afståelse af Sydslesvig og Holsten. "For mig er", skrev han herom til A.F. Krieger, "nu alt til ende. Det staar mig, om muligt, endnu klarere end nogen sinde før, at mit Fædreland er fortabt, og jeg er en hel del for gammel til at kunne erhverve mig et nyt, allermindst et svensk-skandinavisk". Om at føre krig for, om grænselinien i Slesvig skulle drages ved Slien eller nordligere, burde der efter hans skøn i hvert fald ikke kunne blive tale.
Under de grundlovsforhandlinger, som fulgte efter fredsslutningen, bekæmpede Andræ med stor styrke den ordning, som fastsloges ved forfatningen af 1866. Han ønskede nu som før et etkammersystem, inden for hvilket der, som i oktoberforfatningen, skabtes en modvægt mod den almindelige og lige valgrets herredømme, medens han af modsætningsforholdet mellem et Landsting, i hvilket den store grundbesiddelse fik en så overvejende indflydelse, og den almindelige valgrets ting kun ventede sig en fremtid fuld af oprivende kampe, som dog før eller siden måtte ende med, at Folketinget blev det rådende. Mest af alt gjorde dog opgivelsen af den bestemmelse, som han havde sat så meget ind på at få indført i novemberforfatningen, at et fællesudvalg skulle træffe den endelige afgørelse af finansielle tvistemål mellem tingene, forslaget uantageligt for ham. Han stemte altså nej til Grundloven af 1866, men tog dog sæde i det ny Landsting som dettes første kongevalgte medlem. Han tilhørte tingets konservative side, men følte sig i øvrigt ubunden af partihensyn og prydede dets forhandlinger ved sine selvstændige, tankeklare og åndfulde taler. Alt som forfatningskampen tilspidsedes, og udbyttet af det egentlige lovgivningsarbejde forringedes, blev dog Andræs bidrag til forhandlingerne sjældnere og ophørte ganske i de sidste 11 år. Han kunne i den standende strid ikke skænke nogen af parterne sin sympati og så med omtrent lige stærk misbilligelse på det fremvoksende venstredemokrati og på de midler, ved hvilke regeringen søgte at holde det nede.
Andræ døde i 1893 i København og er begravet på Assistens Kirkegård.